# 八一乡 (武胜县)
八一乡为中国四川省武胜县下辖乡，位于武胜县西北部，与本县烈面、赛马、以及南充市嘉陵区的吉安、临江等乡镇为邻。面积17.4平方公里，居民3246户，15286人。乡人民政府驻八一，距县城近50公里。

## 历史沿革
清为仁化里烈面溪；1952年5月分烈面乡地置白庙乡，1956年1月省去；1961年5月复置，后更名为八一乡。
2019年12月，撤销八一乡，将所属行政区域划归烈面镇管辖。

## 行政区划
八一乡撤销前下辖以下地区：
柏林村、金花村、太平村、八一村、大堰村、关坝村、土主村、尖山村、楼房村和石笋村。

## 教育
八一初中、八一小学和村小11所。